# نصل هيتشنز
نصل هيتشنز هي فكرة معرفية يعرب عنها الكاتب كريستوفر هيتشنز، مؤكدًا أن عبئ الإثبات فيما يتعلق بصدق الادعاء يقع على عاتق الشخص الذي يدعي؛ إذا لم يتم الوفاء بهذا العبئ، فهذا يعني أن الدعوى لا أساس لها من الصحة، ولا يحتاج خصومها إلى مزيد من الجدل من أجل رفضها.
صاغ هيتشنز الشفرة كتابيًا على أنها «ما يمكن تأكيده دون دليل يمكن رفضه أيضًا بدون دليل.»